# Lemmus lemmus
Pour les articles homonymes, voir Lemming et Lemming (homonymie).
Espèce
Statut de conservation UICN

 LC  : Préoccupation mineure
Lemmus lemmus est une espèce de rongeurs de la famille des Cricétidés, apparenté aux campagnols et aux hamsters. Ce lemming est caractéristique des hautes latitudes arctiques. La toundra est son habitat principal. Ils sont connus pour l'importance de leurs migrations.
Noms vernaculaires : ce lemming a de nombreuses appellations en français comme Lemming des toundras de Norvège, Lemming des toundras du Nord, plus simplement lemming des toundras, ou encore Lemming du nord, Lemming d'Europe, Lapin de Norvège ou Lemming commun (comme une autre espèce d'Amérique du Nord).

## Description
Ce petit animal a des mœurs qui ressemblent à celles des campagnols. Il monte jusqu'à la limite des neiges permanentes, dans les montagnes de Scandinavie, où on le rencontre encore dans la zone des lichens. Il aime les terrains humides et pierreux à la fois, où les laîches et d'autres végétaux forment un couvert. Le lemming établit un réseau étendu de couloirs et de demi-tunnels sillonnant son territoire en tous sens. Il habite un terrier parfois très profond, dans lequel la femelle met au monde et élève ses petits. L'hiver, le lemming ne tombe pas en léthargie, mais reste actif.

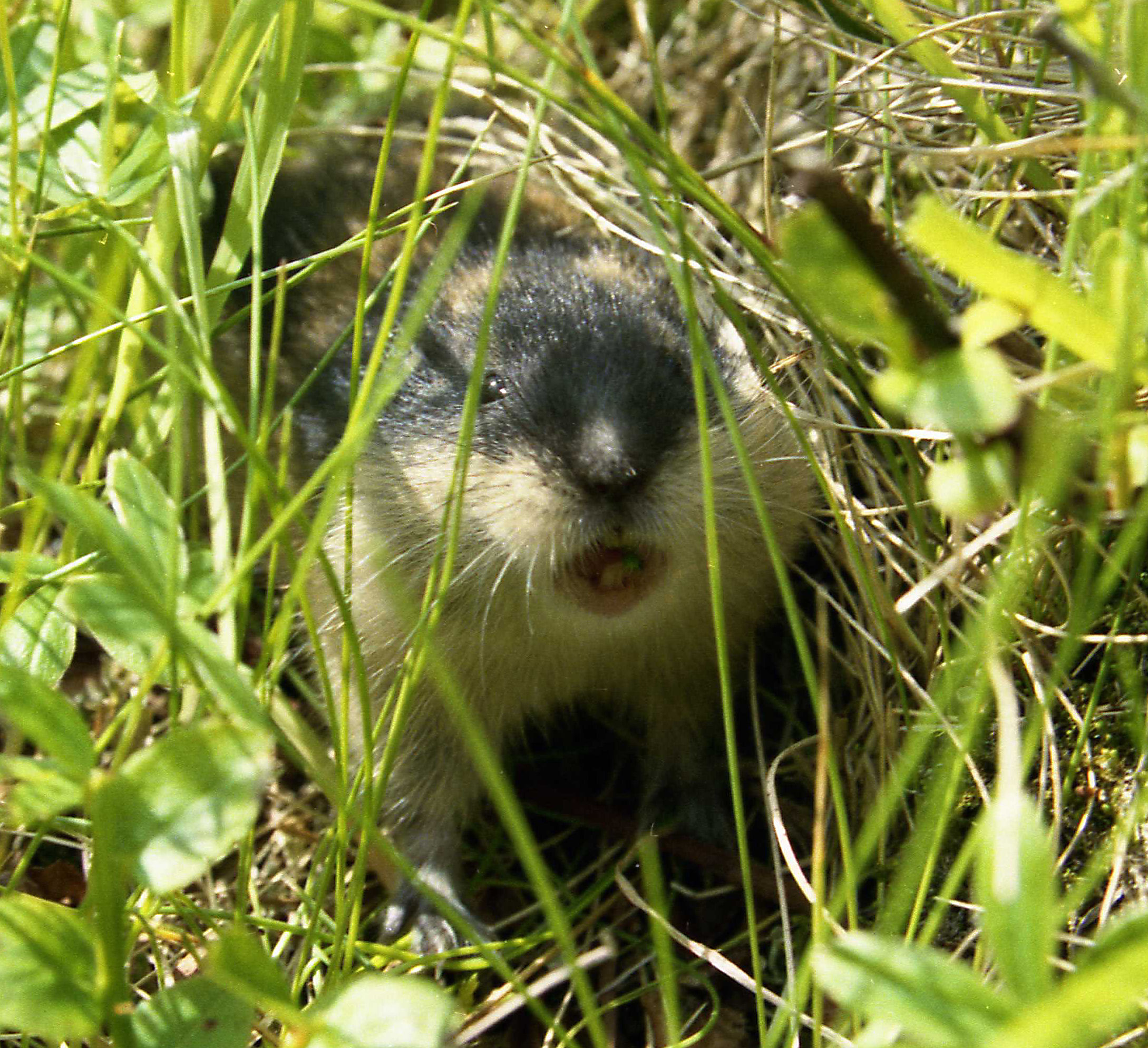
Lemming des toundras sur la défensive

C'est un animal des plus prolifiques : chaque femelle peut produire plusieurs portées par an. Même en hiver, la reproduction du lemming ne s'arrête pas. Comme cela se produit chez d'autres rongeurs, le lemming est sujet à d'importantes fluctuations démographiques. On ne connait pas encore parfaitement le mécanisme de ces fluctuations, mais on sait qu'elles sont sous l'effet de leur réseau trophique. Il y aurait à la fois un effet des prédateurs, essentiellement les prédateurs spécialistes tels que les petits mustélidés, et de leur nourriture qu'ils surexploitent en période de forte abondance. Ces fluctuations cycliques entrainent une augmentation lente d'abord, puis de plus en plus rapide, du nombre de lemmings dans une région. Ne trouvant plus suffisamment de nourriture, ils émigrent alors, dans toutes les directions, sans but précis et il arrive que des millions de ces rongeurs périssent d'épuisement en traversant des cours d'eau ou des fjords à la nage[réf. nécessaire].
- Longévité : 1 à 3 ans
- Poids adulte : 42 à 48 g
- Longueur du corps : 13 à 16 cm
- Longueur de la queue : 1,5 à 2 cm

## La légende du suicide des lemmings
L'une des hypothèses, bien qu'actuellement réfutée par différentes recherches scientifiques, est devenue très populaire, c'est celle du « suicide collectif ». Selon cette dernière, les lemmings, se déplaçant en groupes très importants, seraient victimes d'une situation malheureuse : les meneurs, suivis de près par le reste du groupe, seraient incapables d'arrêter leurs camarades dans leur course effrénée, et en arrivant au bord de l'eau ils seraient poussés par ceux qui les suivent, si bien que toute la population plonge vers la mer et se noie. Une autre interprétation de ce « suicide collectif » a été proposée : afin de conquérir d'autres territoires, les lemmings seraient amenés à traverser des rivières, sans s'inquiéter de la largeur de celles-ci ou une fois arrivés à la mer, la confondre avec une simple rivière.
Cette idée a inspiré le jeu vidéo Lemmings ainsi que le film de Dominik Moll (2005), Lemming.
En 1958, les studios Disney présentent un documentaire spectaculaire, White Wilderness, montrant des vagues de lemmings se précipitant dans la mer : le succès est immense et les imaginations sont frappées par ce qui était montré. Ce documentaire a en fait été fabriqué entièrement en studio et utilise abondamment trucage et astuce de mise en scène.
Cette légende du suicide collectif a été formellement démentie par des nombreuses études scientifiques : les disparitions massives ne sont dues qu'à des problèmes écologiques classiques (notamment de la disponibilité de la nourriture et du nombre de prédateurs).

### Dans la littérature
D'après eux, les lemmings ont commencé à se suicider en 1920, précédés par d'autres rongeurs, les bobacs qui eux ont commencé en 1875-1876. En effet depuis ces dates, les deux espèces n'étant plus assez dévorées par leurs prédateurs tués par les hommes, elles se sont multipliées et ont commencé à déverser le trop-plein de population dans la mer.
Le géographe et biologiste russe Potaninea dira avoir assisté pour la première fois en 1880 au suicide des bobacs. D'autres savants auraient assisté et étudié ce phénomène : Gustav Radde, Polakov, Albin Kohn, von Middendorf, Nordenskjöld, etc.